# Olga Borisovna Lepešinská
Olga Borisovna Lepešinská (za svobodna Protopopova, 6. srpnajul./ 18. srpna 1871greg. Perm – 22. října 1963 Moskva) byla sovětská bioložka s vazbami na J. V. Stalina. Zdiskreditovala sovětskou biologii, když se proslavila pavědeckou teorií o vzniku buněk z nebuněčné „živé hmoty“ a politickými prostředky nechala odstranit odpůrce této teorie.

## Život
Lepešinská dokončila studia jako felčar v Petrohradu roku 1887 a působila na různých místech na Sibiři. V roce 1894 se připojila k marxistické skupině v Petrohradě a vdala se za marxistu Pantelejmona Nikolajeviče Lepešinského (1868–1944), syna kněze, který byl v roce 1895 vyloučen z Petrohradské univerzity za politickou činnost. Oba byli zatčeni a v roce 1897 posláni na tři roky do vyhnanství v Jermakovsku na Sibiři, 20 km od Minusinsku, kde byl v exilu Lenin.
Lepešinská se účastnila říjnové revoluce. Do roku 1926 přednášela na Lékařské univerzitě v Moskvě, krátce v roce 1919 pobývala na Taškentské univerzitě a poté pracovala v biologickém ústavu Klimenta Timirjazeva. Od roce 1941 až po zbytek své kariéry byla vedoucím katedry živé hmoty v Ústavu experimentální biologie na Akademii lékařských věd SSSR.

## Teorie

### Živá hmota
Dle Lepešinské buňky nevznikají dělením z jiných buněk, ale z „živé hmoty“, což je jakýsi všudypřítomný a věčný éter, který je univerzální v tom smyslu, že z něj může vzniknout jakákoliv buňka či organismus. Nová buňka vzniká díky vzájemné interakci živé hmoty a mateřské buňky. Zajímavostí je, že Lepešinská dělení buněk uznávala, jen jako příčinu dělení označila, že buňka je přeplněná molekulami. Tudíž, nová buňka je jen jakýsi neživotaschopný odpadní pytlík. Jako důkaz svého tvrzení udávala, že když buňce přisuneme dostatečné množství živin, "molekul", buňka se jimi přeplní a rozdělí se. Teorie živé hmoty byla anachronismus sahající až do raného novověku a proto absolutně stojící mimo zájem akademické obce.
Situace se změnila v roce 1950. Trofim Lysenko, podporovaný Stalinem a průměrně vzdělaný agronom, který se právě díky Stalinovi stal nekriticky přijímaným odborníkem na biochemii, způsobil svými amatérskými zásahy do sovětského semenářství zaplevelení osiva a tím významné snížení produkce obilnin. Aby neztratil Stalinovu přízeň, nebo snad proto, že sebevědomě hledal důvod zaplevelení mimo důsledky své intervence, vyzdvihl teorii Lepešinské jako jedinou správnou a dále ji rozvinul. Dle Lysenka, když buňka působí na živou hmotu, tak se z ní může stát jakákoliv jiná buňka v závislosti na aktuálních podmínkách. Vysvětlil tak, proč došlo k rozsáhlému zaplevelení osiva - semeno obilnin se proměnilo v semeno plevele. Lepešinská Lysenkovo rozpracování akceptovala.
Kvůli Stalinově podpoře Lysenka, jakožto i kvůli tomu, že jak Lysenko, tak Lepešinská byli velmi aktivní v odstraňování oponentů, byla teorie živé hmoty v Sovětském svazu a jeho satelitech bezvýhradně přijata a vědecká pracoviště začala hlásit pozorování přeměny buněk jednoho druhu do buněk druhu jiného, Československo nevyjímaje. Tato pozorování narostla do absurdních rozměrů, kdy byla pozorována například přeměna kukačky v pěnkavu, čočky v hrášek anebo spontánní vyrašení větve buku na bříze. Poznatky genetiky byly prohlášeny za buržoazní pavědu.
Teorie živé hmoty byla beze zbytku opuštěna po smrti Stalina.

### Stárnutí buněk
Lepešinská razila názor, bez konvenčního vědeckého důkazu, že stárnutí buněk je způsobeno ztenčením a zároveň ztuhnutím buněčné stěny. Kvůli těmto dispozicím probíhá látková výměna obtížněji a proto je metabolismus starého člověka zpomalený.

### Hydrogenuhličitan sodný
Lepešinská tvrdila, že ztuhnutí buněčné stěny lze vyspravit injekcemi hydrogenuhličitanu sodného (jedlé sody) anebo koupelemi v jedlé sodě.
Analogicky tvrdila, že hnojení jedlou sodou dokáže zvýšit zemědělské výnosy.
Zavádění této metody do praxe se setkalo s odporem sovětských lékařů a proto byla aplikována pouze sporadicky. Hnojení jedlou sodou bylo direktivně nakázáno Lysenkem, po významném poklesu výnosů bylo v tichosti opuštěno.

## Dílo
- Vznik buněk ze živé hmoty a úloha živé hmoty v organismu, Přírodovědecké vydavatelství, Praha, 1952